# ドリーミーフォールズ
『ドリーミーフォールズ』(DREAMY FALLS)はタイトーから1986年に稼動開始されたアーケードゲーム。メダルゲームである。

## ゲームのルール
メダルを上部の投入口から入れて遊ぶことができる。通常ゲームの他にジャックポットが付いている。

## ジャックポット発生の条件
メダルが落ちていく際に左右に揺れている人形プレートにキャッチされるとジャックポットが発生する。
人形プレートにはメダルが乗るようになっていて、メダルが乗った状態で左端にプレートが到達するとメダルがスイッチに反応し、付いているランプに書かれている枚数(2枚〜20枚)が上部から払い出される。スイッチが一回反応するとしばらくの間はスイッチは反応しなくなるので、ジャックポットのメダルがプレートに乗っても再度ジャックポットが獲得できるわけではない。また、ランプの点灯時間は枚数が多くなるほど短くなる。